# Мовна картина світу
Мо́вна карти́на сві́ту (також мовна концептуалізація світу) — сукупність уявлень про світ, що історично склалася у свідомості мовного колективу, цілісний образ світу, у формуванні якого беруть участь всі сторони психічної діяльності людини. Це концептуалізація світу, вміщена у мові. В мовній концептуалізації мова йде про якійсь-то уявлення про світ, властиві носіям мови і культури, і сприймаються ними як щось самоочевидне. Ці уявлення знаходять відображення у семантиці мовних одиниць так, що оволодіваючи мовою і, зокрема, значенням слів, мовець одночасно зживається з цими уявленнями, а будучи властивими (або хоча б звичними) всім носіям мови, вони виявляються визначальними для ряду особливостей культури, яка користується цією мовою. Таке уявлення про мовну концептуалізацію світу постає від ідей Гумбольта, і отримує своє вираження в рамках відомої гіпотези Сепіра-Уорфа.
Картина світу — це сукупність світоглядних знань про світ, котра сформована в процесі оцінювання суб’єктом результатів пізнання навколишньої дійсності. Суб’єкт формує для себе картину світу, виходячи з власного відчуття, сприйняття, уявлення, форм мислення та самосвідомості. І ця картина світу не може не відображатись за допомогою мовної картини світу, в якій в свою чергу проступатиме національна мовна картина. Мовна картина світу — це результат певного способу відбиття реальності у свідомості людини через призму мови та національних, історико-культурних особливостей її носіїв. Картина світу будується на відчуттях, уявленнях, сприйнятті й мисленні людини, диктує норми поведінки, систему цінностей, які впливають на формування й узагальнення понять.
Мовна картина світу — історично сформована в повсякденному пізнанні спільноти та відображеною в мові сукупністю уявлень про світ, певним способом відображення і концептуалізації дійсності крізь призму культурно-національних особливостей, притаманних певному мовному колективу; інтерпретація навколишнього світу за національними концептуально-структурними канонами відображення дійсності у свідомості етносу, які засвоюються дитиною у процесі її соціалізації.
Мова — це основна складова культури і водночас її знаряддя. Культура народу вербалізується у мові, а мова відображає ключові концепти культури, відтворючи їх у словах. Таким чином, мова створює суб'єктивний образ об'єктивного світу. Мовна картина світу антропоцентрична за своєю суттю і відбиває не лише образ світу сам по собі, а й фіксує правила орієнтації людини у світі, задає стереотипи сприйняття. В мові відображено накопичений досвід людства, вона виступає «ментальним дзеркалом» національно-культурних цінностей. Завдяки мові людина виражає і пізнає саму себе, репрезентуючи етнічну самосвідомість. Мова — втілення досвіду в ході історичного розвитку нації, служить визначенням культурно-національної унікальності етносу.
Мова — механізм дуже тонкий. Ми не лише вживаємо готовий мовний продукт, а й творимо його. До слововживання потрібно ставитися дуже уважно. Від мови залежить мислення людини, її світосприйняття, поведінка. Важливо знаходити не лише текстуально правильний відповідник слова, але й враховувати асоціації, які воно викликає. Насичення мови канцеляризмами, іншомовними та безкореневими словами, лексичними новотворами, семантичними неологізмами, реанімованими архаїзмами, перифразами, крилатими висловами тощо — це не засмічення мови, не вияв браку культури, це необхідна частина маніпулювання свідомістю. Проте, утворення нових слів також відбувається у залежності від реального стану екстралінгвальної дійсності.

## Історія визначення та виникнення поняття
Вперше поняття «картина світу» було впроваджено на початку ХХ ст. фізиком Г.Герцем стосовно фізичної картини світу. Крім фізичної картини світу, говорять також про мовну, біологічну, філософську картини світу.
Поняття мовної картини світу пов'язано з ім'ям В. фон Гумбольдта та його ідеєю антропоцентричності мови. Пізніше це поняття було розвинене неогумбольдтіанцями (Вайсгербер). Значний вклад належить американським етнолінгвістам Е.Сепіру та Б.Уорфу, які створили гіпотезу мовної відносності. Серед українців провідна роль належить О.О.Потебні, який розвивав етнолінгвістичні ідеї у вітчизняній науці.
Термін «мовна картина світу» був введений Л.Вайсгербером.
Людина як суспільна істота не може існувати поза суспільством, а отже і усвідомлювати себе поза ним. Мова виступає елементом, що поєднує людину з тим, що її оточує, з ментальністю суспільства, нації, не тільки на сучасному етапі існування, але й залучає її до історичного минулого.
Існують три рівні мовних картин світу:
- на рівні ідіолекту;
- на рівні діалекту;
- на рівні узусу.

У межах мовної картини світу важливим є поняття стереотипу.
Феномен, який у наш час розуміють як мовну картину світу, і явища, пов'язані з ним, вивчалися філософами та мовознавцями з часів Арістотеля, проте цей концепт був усвідомлений значно пізніше. Концепт «мовна картина світу» бере початок від ідей Вільгельма фон Гумбольдта і неогумбольтіанців (Л.Вайсгербер та ін.) про внутрішню форму мови, з одного боку, та ідей американської етнолінгвістики, зокрема гіпотези лінгвістичної відносності Сепіра-Уорфа,- з іншого. 
Для Вільгельма фон Гумбольдта мова — це світогляд, що визначає людську діяльність. Мова живе ніби-то самостійним життям, підкорюючи собі людину. «Кожна мова викреслює навколо народу, якому вона належить, коло, за межі якого можна вийти лише в тому випадку, якщо вступаєш в інше коло». [Семчинський С. В. Загальне мовознавство. Київ: Вища школа, 1988. — 327]
Першим впровадив концепт «мовна картина світу» до наукового обігу послідовник Вільгельма фон Гумбольдта — німецький вчений Л.Вайсгербер. Згідно з його концепцією мова перетворює навколишній світ у ідеї. Мова — це безперервна діяльність, яка визначає спосіб сприйняття людиною дійсності. Мови різних народів — це різні картини всесвіту, зумовленні відмінностями «національного духу» цих народів. Вайсгербер підкреслює суб'єктивний підхід людини до пізнання об'єктивної реальності. Людина спроможна пізнати лише те, що створює її мова. І в цьому випадку, як бачимо, мова ототожнюється з мисленням і відривається від матеріального світу. Визнаючи заслуги Л.Вайсгербера як засновника теорії, сучасні науковці все ж не згодні з ідеєю щодо неподоланності влади мови над людиною, і вважають, що, хоча мовна картина світу накладає серйозний відбиток на особистість, дія її сили не є визначальною. Е.Сепір та його учень Б.Уорф сформулювали теорії про лінгвістичну відносність. У цій теорії йдеться про те, що процеси сприйняття і мислення людини зумовлені етноспецифічними особливостями мови. За цією теорією навколишня дійсність — це безладний потік різноманітних вражень, закон і порядок у який вносить мова. Але у кожної мови свої власні форми, тому й дійсність уявляється по-різному людям, які розмовляють різними мовами. Таким чином, мова виступає як спеціальна система організації людського досвіду, вона, образно кажучи, є «тими окулярами крізь які людина бачить світ». Звідси робиться узагальнення, що й логіка не відбиває дійсності, а залежить цілком від мови, тому, натякає Уорф, якби Ньютон говорив не англійською мовою, а мовою індійців хопі, його концепція всесвіту мала б зовсім інший вигляд, бо в мові хопі система мовних значень цілком відрізняється від тієї, яка спостерігається у мовах так званого середньоєвропейського стандарту. [Семчинський С. В. Загальне мовознавство. Київ: Вища школа, 1988. — 327]
Вивченням мовної картини світу займалося багато дослідників, серед яких, крім названих, слід відзначити Ю.Апресяна, А.Вежбицьку, А.Залізняк, І.Левонтіну та ін. 

### Сутність мовної картини світу
Уявлення про мовну картину світу узагальнено виклали Ю.Апресян та його послідовники. Коротко їх можна викласти так: кожна природна мова відображає певний спосіб сприйняття і організації світу. Репрезентовані у мові значення складаються в певну єдину систему поглядів, яка є обов'язковою для всіх носіїв мови і є мовною картиною спільноти; властивий мові погляд на світ є частково універсальним, частково національно специфічним, так що носії різних мов можуть бачити світ дещо по-різному, крізь призму своїх мов; мовна картина світу є «наївною» в тому сенсі, що в багатьох деталях відрізняється від наукової картини світу, проте ці деталі є не менш складними і цікавими, ніж наукові; у наївній картині світу можна виділити наївну геометрію, наївну фізику, наївну етику, наївну психологію тощо. З їх аналізу можна формувати уявлення про основи існування певної культури, спільноти.
Викладене є розвитком думки Вільгельма фон Гумбольдта і Л.Вайсгербера. Зокрема, В.фон Гумбольдт відзначав різницю між поняттями «проміжний світ» і «картина світу» так: у першому понятті, на його думку, йдеться про статичний продукт мовної діяльності, що визначає сприйняття дійсності людиною; одиницею його є «духовний об'єкт» — поняття, а в іншому — про рухливу, динамічну сутність, яка утворюється шляхом мовних втручань у дійсність. На думку Л.Вайсгербера, між людиною і дійсністю перебуває світ мислення, що є посередником, і мова, в якій репрезентований цей світ."Рідна мова, — писав він, — створює основу для спілкування у вигляді вироблення схожого у всіх його носіїв способу мислення. Причому і уявлення про світ, і спосіб мислення — результати процесу світоутворення, який постійно відбувається у мові, пізнання світу за допомогою специфічних засобів даної мови в даному мовному співтоваристві".
Актуальним є також питання про співвіднесеність мовної картини світу і концептуальної картини світу. Вчені дійшли висновків, що ці терміни не є тотожними, так само як і мислення не дорівнює мові. Окрім вербального людина має образне мислення. Часто трапляється так, що певні образи не мають відповідної зовнішньої форми (наприклад, назви пальців на ногах у російській, українській, німецькій та у багатьох інших європейських мов, та це не означає, що ми не розуміємо, що це таке), бо в цьому не було потреби, або ж тому, що цей образ не є ще відкритим для людини, тобто, як нам відомо, є ще багато речей, які людина не пізнала і не відкрила за допомогою науки, але ці речі існують у її свідомості у вигляді образів. Тільки коли наш інтерес спрямований на певний образ, цей образ виходить з «темряви» нашої свідомості і потрапляє до мовної картини світу, тобто тоді, коли він отримує мовне пояснення.  [Архівовано 27 травня 2013 у Wayback Machine.]

### Мовна картина світу як новий напрям в лінгвістиці
Вивченням мовної картини світу окремого народу, а також проведенням порівняльних досліджень кількох мов, займаються нині такі науки як етнолінгвістика, соціолінгвістика, психолінгвістика та інші. Це новий і перспективний напрям у розвитку мовознавства, що застосовує комплексний підхід до вивчення мови та її внутрішньої форми, поєднує в собі методи, властиві кільком наукам (лінгвістиці, фольклору, етнографії, психології тощо), — і внаслідок цього ми маємо новий погляд на традиції народу, специфіку його мови та мислення.
Розгорнуте уявлення про мовну картину світу та її роль у соціальному пізнанні та поведінці виникає тільки в сучасності, відзначає М. О. Шигарєва, яка пов'язує це явище зі зростанням ролі мас в історії, підвищенням значення ідеології в управлінні масами, виділенні індивідуальної масової людини і пропонує розглядати мовну картину світу у варіантах загального (національна мова і, відповідно, національно-мовна картина світу), окремого (мовлення соціальної групи), одиничного (мовлення особистості). Таким чином, мовознавці виділяють три рівні мовних картин світу: на рівні ідіолекту, діалекту та узусу (мови). Для дослідження мовних картин світу М. П. Кочерганом був запропонований зіставно-типологічний метод, а серед найперспективніших рівнів їх дослідження він визначає лексико семантичний. Л. А. Лисиченко приділила увагу структурі мовної картини світу, яку вона представляє у вигляді поля з ядром — мовцем — і периферією — мовним колективом. А. С. Зеленько звернув увагу на необхідність розрізнення мовних картин світу в когнітивній лінгвістиці, виокремлюючи повсякденно-побутову, міфологічно-релігійну, художню та наукову картини світу. 
На сьогодні цей напрям вважається новим і перспективним у розвитку мовознавства.

## Дослідники
Питанням мовної картини світу займалися Ю. Д. Апресян, Н. Д. Арутюнова, А.Вежбицька, Ю.Степанов, Г.Брутян, Н.Сукаленко, І. Б. Лєвонтіна та ін. Сьогодні науковцями активно розробляється ідея відтворення картини світу на засадах аналізу специфічних лінгвістичних, культурологічних, семіотичних концептів мови у галузі міжкультурної комунікації.

## Характеристики МКС
Л.Вайсгребер виділяє такі основні характеристики мовної картини світу:
1. МКС — це система всіх можливих змістів: духовних, які визначають своєрідність культури і менталітету окремої мовної спільноти, і мовних, які визначають існування і функціонування самої мови.
2. МКС, з одного боку, є наслідком історичного розвитку етносу і мови, а з іншого боку, є причиною своєрідного шляху їхнього подальшого розвитку.
3. МКС чітко структурована і в мовному вираженні є багаторівневою. Вона визначає набір звуків і звукових сполук, особливості побудови артикуляційного апарату носіїв мови, просодичні характеристики мовлення, словниковий склад, словотворчі можливості мови, синтаксис словосполучень та речень, а також пареміологічний запас.
4. МКС мінлива у часі, як будь-який «живий організм», піддається розвитку, тобто у вертикальному (діахронічному) сенсі вона на кожному етапі свого розвитку нетотожна сама собі.
5. МКС створює однорідність мовної сутності, і сприяє закріпленню мовної, а отже і культурної, її своєрідності бачення світу і його позначення засобами мови.
6. МКС існує у певній однорідній самосвідомості мовної спільноти і передається наступними поколіннями завдяки певному світобаченню, правилам поведінки, способу життя, закарбовані засобами мови.
7. Картина світу будь-якої мови є тією силою, яка формує уявлення про навколишній світ за допомогою мови, як «проміжного світу» носіїв цієї мови.
8. МКС конкретної мовної спільноти і є її загальнокультурним надбанням.

### Уявлення про МКС заЮ.Д.Апресяном
Кожна природна мова відбиває певний спосіб сприйняття й організації (=концептуалізації) світу. Висловлені у ній значення складаються в якусь єдину систему поглядів, свого роду колективну філософію, яка нав'язується як обов'язкова всім носіям мови. Властивий певній мові спосіб концептуалізації дійсності почасти універсальний, почасти національно специфічний, тому носії різних мов можуть бачити світ дещо по-різному, через призму своїх мов. З іншого боку, мовна картина світу є «наївною» в тому сенсі, що в багатьох істотних відносинах вона відрізняється від «наукової» картини. При цьому відображені в мові наївні уявлення зовсім не примітивні: у багатьох випадках вони не менш складні і цікаві, ніж наукові. Такими є, наприклад, уявлення про внутрішній світ людини, які відображають досвід поколінь протягом багатьох тисячоліть і здатні служити надійним провідником у цей світ. У наївній картині світу можна виділити наївну геометрію, наївну фізику простору і часу, наївну етику, психологію тощо

## Мовна картина світу таконцептуальна картина світу: відмінності
Слід зазначити, що обидві картини світу (концептуальна та мовна) взаємопов'язані, хоч і мають певні відмінності. Тлом концептуальної моделі світу є інформація, що подається в поняттях, тоді як головними у мовній моделі є знання, закріплені за одиницями конкретних мов. Концептуальна модель організована за законами фізичного світу, що робить її багатшою та цікавішою, мовна ж — за законами мови. Концептуальна модель світу — універсальна, впорядкована, характеризується стійкістю та системністю, мовна — фрагментарна, більш рухома, відображає постійні зміни в довкіллі. Торкаючись загальних рис, зазначимо, що обидві моделі є способом існування лексики у свідомості носія і допомагають у відтворенні цілісної картини світу. 

## Картина світу англомовного суспільства XX-ХХІ ст/
Картина світу англомовного суспільства кінця XX – початку ХХІ століття охоплює когнітивні категорії, які найінтенсивніше поповнюються новою лексикою, котрі належать до базових і складають підґрунтя концептуальної моделі світу в цілому, а також ті, які виявляються найважливішими для діяльності людини в певний період. Інакше кажучи, утворення нових слів відбувається також у залежності від реального стану екстралінгвальної дійсності. Найбільший пласт нової лексики охоплює категорія «Людина». Це є свідченням того, що когнітивна діяльність останньої має яскраво виражений антропоцентричний характер.